# فاندر فالكوني
فاندر فالكوني (مواليد 19 سبتمبر 1962) اقتصادي وسياسي من إكوادور. شغل منصب وزير الخارجية (المعروف في الإكوادور باسم "المستشار") في حكومة الرئيس رافائيل كوريا من ديسمبر 2008 حتى استقالته في 13 يناير 2010 بسبب مشروع ياسوني النفطي.
في 23 مايو 2017 تم تعيينه وزيرا للتعليم في حكومة لينين مورينو. وكان قد درس الاقتصاد في جامعة كاتوليكا ديل الإكوادور.